# Miasto Velika Gorica
Miasto Velika Gorica (chorw. Grad Velika Gorica) – jednostka administracyjna w Chorwacji, w żupanii zagrzebskiej. W 2011 roku liczyła 63 517 mieszkańców.